# Ágios Ioánnis Diakóftis
Pour les articles homonymes, voir Ágios Ioánnis.
Ágios Ioánnis Diakóftis est un village de Mykonos. Elle relève administrativement de la communauté municipale de Mykonos, de la municipalité de Mykonos, de l'unité régionale de Mykonos, dans la région de l'Égée-Méridionale, selon le programme Kallikratis,.
Avant le plan Kapodistrias et le programme Kallikratis, Ágios Ioánnis Diakóftis appartenait à la province de Syros dans le nome des Cyclades, dans le département géographique des îles de la mer Égée.

## Géographie
Ágios Ioánnis Diakóftis est une localité côtière du sud-ouest de Mykonos. Elle est située en face de Délos, dans l'entrée nord de la baie éponyme et aux extrémités de la colline "Diakoftis" (136 m.) qui coupe et délimite la zone par rapport au reste de l'île, à une altitude moyenne de 10 mètres. Il se trouve à environ 4,5 km de la ville de Mykonos,,,.

## Population
| Année | Population |
| ----- | ---------- |
| 1991  | 57         |
| 2001  | 236        |
| 2011  | 259        |

| Année | Population |
| ----- | ---------- |
| 1991  | 58         |
| 2001  | 265        |
| 2011  | 420        |

## Changements administratifs jusqu'à «Kallikratis»
La localité a été reconnue en 1991 et annexée à la municipalité de Mykonos.

## Informations générales
Ágios Ioánnis Diakóftis est la seule localité sur la petite péninsule de "Diakóftis" et l'une des stations touristiques les plus importantes de Mykonos, avec une excellente infrastructure touristique (unités hôtelières de luxe, chambres à louer et appartements),.

## Sites touristiques
Sources,
- L'église d'Agios Ioannis, à 500 m. au nord-ouest de la localité
- La plage de sable du village
- Les plages de « Kappari » et de « Glyfadi », respectivement au nord et au sud de la localité
- L'emplacement et le cap "Alogomandra" ("Aleomandra"), la pointe sud-ouest la plus éloignée de Mykonos en face des îlots de Prasonisia (Krommydi, Praso et Sfondili)

## Événements
La fête locale de Saint Jean l'Évangéliste, le 26 septembre, au cours de laquelle les habitants et les visiteurs boivent le « jus », bouillon de viande dans un verre, et mangent la traditionnelle tarte à l'oignon. Les bonbons à base de pâte d'amande sont disponibles dans une grande variété, tandis que de nombreux vins sont également proposés.

## Sources
- Εγκυκλοπαίδεια Πάπυρος Λαρούς Μπριτάνικα, 2006 (ΠΛΜ)
- Εγκυκλοπαίδεια Δομή, 2002-4
- Περιοδικό «Διακοπές», εκδ. Δ.Ο.Λ., 2010
- Χάρτες «ROAD» (Μύκονος 1:40.000)
- eetaa.gr